# Wolfram Hogrebe
Wolfram Hogrebe (* 27. September 1945 in Warburg, Westfalen) ist ein deutscher Philosoph.

## Leben
Wolfram Hogrebe promovierte 1972 an der Heinrich-Heine-Universität Düsseldorf mit der Dissertation Kant und das Problem einer transzendentalen Semantik. Daraus sich ergebende Überlegungen erhielten 1976 mit seiner Düsseldorfer Habilitationsschrift Archäologische Bedeutungspostulate eine systematische Fassung im Hinblick auf eine nun nicht nur die Transzendentalphilosophie beerbende Archäologie der Öffentlichkeit.
Der weitere akademische Weg Hogrebes führte nach Budapest an das Collegium Budapest und 1980 an die Universität Düsseldorf, wo er als Professor für Philosophie wirkte. 1992 folgte er dem Ruf an die Friedrich-Schiller-Universität nach Jena und zuletzt an die Rheinische Friedrich-Wilhelms-Universität Bonn, wo er seit 1996 eine Professur für Theoretische Philosophie innehat. Seit dem 1. Oktober 2013 ist er emeritiert.
2006 war Hogrebe Preisträger der Gadamer-Stiftungsprofessur an der Ruprecht-Karls-Universität Heidelberg. Er ist Gründungsdirektor des Internationalen Zentrums für Philosophie Nordrhein-Westfalen.
Von 1999 bis 2002 war Hogrebe Präsident der Deutschen Gesellschaft für Philosophie und 2004/05 Fellow am Wissenschaftskolleg zu Berlin.

## Forschung und Lehre
Dem philosophischen Ansatz Hogrebes liegt die Überzeugung zugrunde, dass Gedanken und Bedeutungen einen eigentümlichen Wirklichkeitsraum einnehmen, der sich in einer vorrangig interpersonalen Dimension bildet. Dies verfolgt er in den philosophischen Disziplinen der Erkenntnistheorie, Sprachphilosophie, Metaphysik, Theorie der Bedeutung und in der Geschichte der Philosophie. In der Lehre liegen seine Schwerpunkte bei der Philosophie des 19. und 20. Jahrhunderts, der Hermeneutik, der Ästhetik und der Kulturphilosophie.

## Mitgliedschaften
Wolfram Hogrebe ist Mitglied
- der Sächsischen Akademie der Wissenschaften zu Leipzig,
- der Akademie gemeinnütziger Wissenschaften zu Erfurt,
- der Nordrhein-Westfälischen Akademie der Wissenschaften und der Künste zu Düsseldorf
- des Instituts International de Philosophie, Paris.

## Veröffentlichungen (Auswahl)
- Kant und das Problem einer transzendentalen Semantik. Karl Alber, Freiburg/München 1974, ISBN 3-495-47294-0.
- Archäologische Bedeutungspostulate. Karl Alber, Freiburg, München 1977, ISBN 3-495-47374-2.
- Deutsche Philosophie im XIX. Jahrhundert. Kritik der idealistischen Vernunft, Fink, München 1987, ISBN 3-7705-2411-X.
- Prädikation und Genesis. Suhrkamp, Frankfurt a. M. 1989, ISBN 978-3-518-28372-1.
- Metaphysik und Mantik. Suhrkamp, Frankfurt a. M. 1992, ISBN 978-3-518-28639-5.
- Ahnung und Erkenntnis. Suhrkamp, Frankfurt a. M. 1997, ISBN 978-3-518-28894-8.
- Subjektivität. Fink, München 1999, ISBN 978-3-7705-3285-8.
- Echo des Nichtwissens. Akademie Verlag, Berlin 2006, ISBN 978-3-05-004206-0.
- Wirklichkeit des Denkens, Winter, Heidelberg 2007, ISBN 978-3-825353315.
- Riskante Lebensnähe. Die szenische Existenz des Menschen. Akademie Verlag, Berlin, 2009, ISBN 978-3-05-004650-1.
- Beuysianismus. Expressive Strukturen der Moderne. Wilhelm Fink Verlag, eikones, Paderborn 2011, ISBN 978-3-7705-5170-5.
- Der implizite Mensch. Akademie Verlag, Berlin 2013, ISBN 978-3-05-006260-0.
- Philosophischer Surrealismus. Berlin: Akademie Verlag 2014.
- Metaphysische Einflüsterungen. Klostermann, Frankfurt a. M. 2017, ISBN 978-3-465-04297-6
- Duplex. Strukturen der Intelligibilität. Klostermann, Frankfurt a. M. 2018 ISBN 978-3-465-04343-0
- Szenische Metaphysik. Klostermann, Frankfurt 2019, ISBN 978-3-465-04387-4.
- Das Zwischenreich (τὸ μεταξύ). Klostermann, Frankfurt 2020, ISBN 978-3-465-04525-0.
- Ligaturen. Klostermann Frankfurt 2022, ISBN 978-3-465-04591-5.